# Верхнекриничанский сельский совет (Васильевский район)
Верхнекриничанский сельский совет (укр. Верхньокриничанська сільська рада) — входит в состав
Васильевского района
Запорожской области
Украины.
Административный центр сельского совета находится в 
с. Верхняя Криница.

## История
- 1992 — дата образования.

## Населённые пункты совета
- с. Верхняя Криница